# Erylus diminutus
Erylus diminutus är en svampdjursart som beskrevs av Mothes, Lerner och Silva 1999. Erylus diminutus ingår i släktet Erylus och familjen Geodiidae.
Artens utbredningsområde är havet utanför Brasilien. Inga underarter finns listade i Catalogue of Life.